# 再說一次我願意 (電視劇)
《再說一次我願意》（英語：I do² / Say Again Yes I Do），是2014年三立華人電視劇週日十點檔系列的第三十三部作品。由林佑威、魏蔓、李維維、張勛傑領銜主演。於2014年8月6日開鏡，2015年1月1日全劇殺青。台視主頻、台視HD台於8月24日晚上10點首播，台視主頻於2015年1月4日播出最終回，全劇共20集，台視HD台至於2014年12月28日。三立都會台於8月30日晚上10點播出，東森戲劇台於8月31日晚上8點30分播出。接檔《愛上兩個我》。劇末播出幕後花絮《向日葵週記》播放漏網鏡頭。

## 播出時間

### 首播
| 頻道                           | 所在地              | 播映日期                          | 播出時間                        |
| ------------------------------ | ------------------- | --------------------------------- | ------------------------------- |
| 臺灣電視台                     | 臺灣                | 2014年8月24日                     | 每週日 22:00-23:30              |
| 臺灣電視台HD(2014年12月29日起) | 臺灣                | 2014年8月24日                     | 每週日 22:00-23:30              |
| 台視HD台                       | 臺灣                | 2014年8月24日（至2014年12月28日） | 每週日 22:00-23:30              |
| 三立都會台                     | 臺灣                | 2014年8月30日                     | 每週六 22:00-23:30              |
| 三立戲劇台                     | 臺灣                | 2017年7月9日                      | 每週日 22:00 - 24:00            |
| 三立国际台                     | 臺灣                | 2018年6月23日- 2018年10月20日     | 每周六 22:00-00:00（两集连播）  |
| Astro双星                      | 马来西亚            | 2014年11月21日                    | 每週五 22:00-24:00 （两集连播） |
| Astro双星HD                    | 马来西亚            | 2014年11月21日                    | 每週五 22:00-24:00 （两集连播） |
| 星和都會台                     | 新加坡              | 2015年2月14日                     | 每週六 20:00-21:30              |
| TVB華語劇台                    | 香港                | 2015年8月9日                      | 每週日 11:00-12:55              |
| DATV                           | 日本                | 2015年12月1日                     | 每週二 19:00-21:00 （兩集連續） |
| 阿瑪琳電視頻道34               | 泰國                | 2016年5月20日- 2016年6月17日      | 每週一-週五 14:00-15:30         |
| dimsum                         | 马来西亚 · 新加坡 · | 2020年9月1日                      | 全集上架                        |

### 重播
| 頻道                  | 所在地   | 播映日期                      | 播出時間                        |
| --------------------- | -------- | ----------------------------- | ------------------------------- |
| 台視主頻 台視HD台     | 臺灣     | 2014年8月31日                 | 每週日 12:30-14:00              |
| 台視主頻 台視HD台     | 臺灣     | 2014年9月12日 （至10月31日）  | 每週五 23:30-01:00              |
| 台視主頻 台視HD台     | 臺灣     | 2014年11月8日                 | 每週六 00:00-01:30              |
| 台視主頻HD            | 臺灣     | 2015年1月16日                 | 每週五 23:45-01:15              |
| 台視主頻HD            | 臺灣     | 2016年1月23日                 | 每週六 03:30-05:00              |
| 三立都會台            | 臺灣     | 2014年8月31日                 | 每週日 03:00-04:30              |
| 三立都會台            | 臺灣     | 2014年9月6日                  | 每週六 15:00-16:30              |
| 三立戲劇台            | 臺灣     | 2017年7月16日 （至10月29日）  | 每週日 04:00-06:00（两集连播）  |
| 三立戲劇台            | 臺灣     | 2017年7月16日 （至10月29日）  | 每週日 16:00-18:00              |
| 三立国际台            | 海外     | 2018年6月24日- 2018年10月21日 | 每周日 05:00-07:00              |
| 三立国际台            | 海外     | 2018年6月24日- 2018年10月21日 | 每周日 12:00-14:00              |
| Astro双星 Astro双星HD | 马来西亚 | 2014年11月22日                | 每週六 10:00-12:00 （两集连播） |
| Astro双星 Astro双星HD | 马来西亚 | 2014年11月22日                | 每週六 16:00-18:00 （两集连播） |
| Astro双星 Astro双星HD | 马来西亚 | 2014年11月23日                | 每週日 00:00-02:00 （两集连播） |
| 星和都會台            | 新加坡   | 2015年2月15日                 | 每週日 07:00-08:30              |
| TVB華語劇台           | 香港     | 2015年8月9日                  | 每週日 15:00-17:00              |
| TVB華語劇台           | 香港     | 2015年8月9日                  | 每週日 19:00-21:00              |
| TVB華語劇台           | 香港     | 2015年8月9日                  | 每週日 23:00-01:00              |

## 演員列表

### 主要演員
| 演員              | 角色                               | 介紹 | 登場集數 |
| 林佑威            | 向正陽                             | 30歲，舒芯葵的男友，天蠍座；東華酒店第三代接班人→Mars酒店實習執事→東華Mars飯店總經理 外表斯文有型，行事冷靜穩健，對小細節要求完美，遇到無法掌握的事很容易不耐抓狂。喜歡研究生物，養了一隻名叫「小陽」的雨蛙。四年前與舒芯葵熱戀並閃婚，然而婚後各種問題接踵而來，兩人於是在新婚半年後走上離婚之路。出身老牌飯店業龍頭的他，為了證明自己也有能力繼承家族事業，到瑞士攻讀飯店管理學位回國後，爭取到Mars酒店VVIP實習執事的資格，卻在那裡遇見了前妻小葵。儘管兩人一見面就鬥嘴，但私下仍關心著小葵。幾經思考後，決定給自己和小葵一個機會，重新認識彼此。爺爺過世後，在嫚妮幫助下暫時解決了東華的財務問題。卻遭母親以此為由，逼著他娶嫚妮為妻而感到困擾。後為了扭轉東華與Mars的頹勢，在高奶奶同意下將兩家飯店聯名合併為『東華Mars』。確認了嫚妮的行為與目的後，以堅決的態度和她劃清界線，並決心與小葵一起攜手同心面對未來。為杜絕後患而在母親鼓勵下，毅然決然的與小葵復婚。然而婚禮遭R.C集團破壞後，為了查出母親遇害的元凶，而刻意接近嫚妮。為了得到嫚妮使壞的關鍵證詞，在對阿德勸降時意外跌落山崖。因嫚妮的脅迫為保護小葵而委屈自己，最終在雷浩幫助下成功拿回了一切，並永遠呵護著心愛的向日葵。 | 全劇     |
| 魏蔓 童年：邱榆琁 | 舒芯葵(第1-9集) ↓ 高芯葵(第10集後) | 27歲，處女座；向正陽的女友，Mars酒店實習執事→Mars集團接班人→東華Mars飯店經理。 外表看起來亮麗都會，其實非常吃苦耐勞，個性體貼直率，但有時記性不好，工作上專注努力，生活上卻大而化之，很會照顧人、卻不會照顧自己。曾因小時候的浪漫幻想，與向正陽相戀進而閃婚閃離，四年後，努力工作的她，爭取到Mars酒店VVIP實習執事的資格，卻再次與前夫正陽相遇。因小時候被母親遺棄在飯店，而造成心理傷害；後在紀時宇的鼓勵下，解開了與母親之間多年的心結。為緩解經濟壓力，而將住處分租給葛芊芊，卻彷彿看到了另一個正陽。雖然表面上不在乎，但心裡仍十分在意正陽的一舉一動。經一場意外及對方爽約的事件後，才發現自己依然深愛著正陽。因繼東華後Mars接踵而來的問題，而揭露了小葵實為高奶奶親孫女的身世。接手飯店的管理後，因工作上的積極與誠懇而讓旁人另眼相看。面對梁嫚妮的百般刁難，總能沉著以對，並和其兄長雷浩成為相互勉勵的朋友。為了保護如同家與家人的東華Mars及執事團隊，在雷浩建議下和他假交往並進而假結婚。為了搭救奮不顧身救人的正陽，而與嫚妮及阿德等四人一同跌落山崖。看著正陽為自己委曲求全而十分難過，但最終仍原諒嫚妮，並在眾人翹首盼望下回應正陽的求婚，再次將終身託付給了最愛的正陽。 | 全劇     |
| 李維維            | 葛芊芊                             | 28歲，巨蟹座；香港曼頓精品酒店前客服主任、Mars酒店實習執事。 聰明俐落、獨立自主，總是帶著讓人舒服的微笑。其父母皆是大學教授，因而有著書香世家的氣質。紀時宇的前女友，曾與時宇相戀並論及婚嫁，因意外造成不孕只好忍痛作出離去的決定。四年後取得飯店管理的碩士學位，並入選Mars酒店VVIP實習執事，卻發現時宇竟成了自己的上司。雖因歉疚而忍不住對時宇付出關心，卻遭對方冷眼相待。為了讓時宇對自己完全死心，而找來程德安充當自己的丈夫。雖然表面如此，但在面對時宇的眼神中依然還有著愛。並在得知時宇的病情後，因心痛不捨而將欺瞞對方的事全盤托出。與時宇復合後，為了照顧對方而搬去和他一起生活。意外發現懷孕後，不顧時宇的勸阻，堅持生下這得來不易的孩子。看到時宇病情惡化後，難過之餘在工作夥伴及高奶奶的見證下，選擇在醫院病房中完婚。最後在大家的祈盼下，平安產下兩人的孩子—紀小寶。 | 全劇     |
| 張勛傑            | 紀時宇                             | 31歲，魔羯座；Mars酒店執事訓練 / 客服部主任。 一絲不苟，實事求是，不能容許任何錯誤出現在自己的人生裡。葛芊芊的前男友，兩人交往多年已論及婚嫁，芊芊卻在四年前不告而別，經過四年再次相遇，痛徹心扉的他，對芊芊當年的離開仍感到耿耿於懷。在工作上因舒芯葵的粗線條，被搞得又氣又無奈，但嚴厲的態度卻也因她而逐漸軟化。面對芊芊的關心雖總是冷漠回應，但心裡卻依然十分在意對方。得知芊芊離開自己的原因後，對她深感抱歉，卻遭芊芊以愛上別人為由狠狠推開。雖在痛哭流涕後接受了此事；但在發現罹患胃癌時，面對擔心自己的芊芊卻因不願拖累對方而依然冷淡。後在芊芊不離不棄的勸慰下，因不願再失去對方而向她求婚；並決定積極接受治療。聽到芊芊懷孕的消息，因擔心其身體狀況造成的極大風險，而忍痛勸她放棄孩子。但見芊芊身為母親的堅強，才轉而願意讓她留下孩子。因病情急劇惡化而倒下後，在執事團隊及高奶奶見證下，於醫院中與芊芊完婚。最後一邊努力抗癌，一邊陪著芊芊度過難關。 | 全劇     |
| 周曉涵            | 梁嫚妮                             | 28歲，梁雷浩的妹妹，向正陽的學妹，R.C集團梁霸天董事長的千金。 與正陽是從小認識的青梅竹馬，一直喜歡著正陽。雖明白正陽心中只有小葵，仍為了得到他的愛而無所不用其極，一方面與哥哥梁雷浩裡應外合收購一半以上的股份使得東華出現財務危機，另一方面出手幫向正陽解決危機，使向家欠嫚妮一份人情。因此正陽的母親要正陽立刻與嫚妮登記結婚，同時嫚妮卻要小葵帶著證件到事務所，當正陽的母親看的小葵的出現便氣憤地打了小葵一巴掌。一天嫚妮裝醉到了東華飯店，要正陽到床上親自幫她擦臉，見小葵進到房內便強吻正陽，誓言要正陽心甘情願地愛上她。嫚妮用錢收買東華常董鄭梧賢到東華鬧事、破壞聲譽，東窗事發後卻翻臉不認帳，要鄭梧賢自己看著辦。當嫚妮知道鄭梧賢手中握有他們對話錄音檔的USB後，便立即指派黑衣人阿德搶取USB並且消滅證據。雷浩以總監身分進駐東華Mars而嫚妮則是擔任向正陽同事，成為執事一員，得知小葵將聘請阿璽師擔任主廚，便高薪挖角原大廚以及團隊到RC集團並且要求他們當場罷工。一日小葵與雷浩在冰庫尋找食材，嫚妮立刻關上大門將她們關在冰庫。嫚妮將機票交給小葵並威脅她如果不照她的意思出國3年，她將會把東華所有股份釋出。小葵以及正陽集資成功終於不用再受到嫚妮的威脅便立刻向嫚妮談判，對於嫚妮的不講理，小葵直接賞了她巴掌，落魄的嫚妮氣沖沖的離開，淋著大雨又不小心摔跤，看到眼前的婦產科便萌生了假懷孕的念頭。某一天阿德開車綁架嫚妮，逼嫚妮交出所有的錢，而嫚妮的父親為了拯救女兒而不小心被車撞而死。其父死後仍不悔改，執迷不悟，誓言無論如何都要獲得自己想要的東西。黑衣人阿德威脅嫚妮如果不給她錢，他將會把所有嫚妮犯罪的證據攤在陽光下，因此他們約在山坡，阿德打開袋子發現裡面沒有錢而是一堆碎報紙，甚至偷偷錄下她與阿德的對話，到時候若被發現，她就會說一切都是阿德為了錢而勒索恐嚇，沒有人會相信你。最後雷浩再也無法忍受嫚妮近似瘋狂的行為，帶著警察並出手將阿德逮到嫚妮與正陽的婚禮現場，當場揭開嫚妮所有犯罪的經過，這時正陽的母親坐著輪椅也到了婚禮現場，指證推她下山的就是嫚妮，最後嫚妮覺得非常的不堪而下跪向所有人道歉，表示自己非常後悔也被正陽的母親的原諒所感動而誠心悔悟，最後由警察將嫚妮帶回警局才結束了這場鬧劇。 | 5,8-20   |
| 梁正群            | 梁雷浩                             | 29歲，梁嫚妮的哥哥，R.C集團的CEO。 外表看似放蕩不羈，其實有顆溫柔善良的心。準備收購東華Mars的同時，卻被小葵認真的工作態度所吸引。面對妹妹的瘋狂行逕十分無奈，為保護小葵而當著正陽的面前向她告白。眼見父親因嫚妮的任性而過世，終因失望且痛心而與正陽合作。最後在迫不得已的情況下，親手揭發了妹妹的惡行。 | 10-20    |

### 其他演員
| 演員   | 角色             | 介紹 | 登場集數             |
| 黃甄妮 | 翁美芳 （Omega） | 24歲，Mars酒店實習執事。 畢業於遠景大學，飯店管理系研究所。意外與父母失聯時，屢次受到藍晏琥的幫助，而對他產生好感。但在接受小虎的告白後，卻莫名感覺被對方所束縛。後在忍無可忍之際，向小虎提出分手。並隨後接受了志誠的告白，也才察覺他總是適時的陪在自己身旁。                           | 1-13,15-20           |
| 姚淳耀 | 戴志誠           | 26歲，Mars酒店實習執事。 曾任AP度假村的行政專員，其父親也曾在Mars任職過，訓練的過程中逐漸對翁美芳產生好感。雖眼見美芳與小虎交往，並被對方當成知心好友，仍默默關心著她。美芳與小虎分手後，即把握機會向美芳告白，並與小虎承諾做一輩子的好夥伴。                                           | 1-4,7-13,15-20       |
| 吳仲強 | 藍晏琥 （小虎）  | 26歲，Mars酒店實習執事。 剛從京都湘川飯店實習歸國，是有愛大飯店的小開。因喜歡翁美芳而多次替她解危，並毫不猶豫的向美芳告白。但兩人開始交往後，卻經常表現出強烈的佔有慾。遭美芳提分手後，才察覺自己的態度而向對方道歉。撞見美芳接受志誠的告白後，選擇放下身段真心的祝福。                 | 1-3,7-13,15-20       |
| 譚艾珍 | 高奶奶           | 70歲，Mars酒店集團的創辦人。 舒芯葵失散的奶奶，並與正陽的爺爺是舊識。曾為了拓展海外事業，而將年幼時被遺棄在飯店的小葵送到育幼院。Mars面臨危機時，得知小葵是自己意外過世的兒子，外遇所生的女兒。雖然不捨，仍決定將Mars交由小葵經營管理。                                                 | 5,7-8,10-12,14,16-19 |
| 楊麗音 | 李桂雲           | 55歲，向正陽的母親。 性格剛毅果決，凡是其認定的人事物，都不會輕易改變。起初將梁嫚妮視為心中的準媳婦，並為了讓兒子能守住家業，而不希望小葵與正陽復合。但在發現嫚妮的謊言後，心痛後悔之餘才重新認識小葵，並全力支持兒子的選擇。雖因此遭嫚妮恐嚇導致重傷，痊癒後仍選擇原諒並將其視如己出。 | 8-11,15-20           |

### 客串演出
| 演員   | 角色              | 介紹 | 登場集數   |
| 安唯綾 | 陳茉莉            | 27歲，舒芯葵的朋友，蔡陶貴的妻子。與阿貴在聖誕聯誼上認識，交往四年後結婚，並共同經營一間影音漫畫租售店。 | 1-3,5,8-9  |
| 林埈永 | 蔡陶貴 （阿貴）   | 28歲，向正陽的朋友，陳茉莉的丈夫。與茉莉在聖誕聯誼上認識，交往四年後結婚，並共同經營一間影音漫畫租售店。 | 1-3,8      |
| 楊雅筑 | 高雨柔            | 25歲，Mars酒店董事長高震天的千金，舒芯葵的同父異母妹妹。個性驕縱且目中無人，經常對服務員提出各種無理的要求。 | 1-2        |
| 唐琪   | 阮大姐            | 56歲，Mars酒店客房部專業員工。 | 1-2        |
| 姚采穎 | 蕭莉玫            | 32歲，Mars酒店經理。 | 1-2        |
| 王道南 | 川瀨老大          | 53歲，日本川流社的老大，Mars酒店的高級貴賓。 | 2-5        |
| 李芳雯 | 葉春霞            | 51歲，舒芯葵的母親，川瀨老大的女友。深愛著Mars酒店董事長而生下小葵，並曾將年幼的她遺棄在飯店，而深感懊悔。得知小葵要與正陽復婚，便將自己穿過的婚紗送給女兒作為祝福。                                                                               | 3-5,10     |
| 邱榆琁 | 舒芯葵 （少女）   | 10歲的舒芯葵 | 4-6        |
| 吳淑莉 | 保母              | 27歲，Mars酒店替貝貝找來的臨時保母。 | 4          |
| 李運慶 | 程德安 （Andrew） | 31歲，香港曼頓精品酒店副總，葛芊芊的好友，受芊芊所託充當她的假丈夫。 | 6-7        |
| 高振鵬 | 向德海            | 72歲，向正陽的爺爺，東華酒店的創辦人。對正陽說出希望他和嫚妮結婚的心願後，即因病重而去世。 | 8,11(回憶) |
| 謝其文 | 鄭梧賢            | 44歲，東華酒店的常務董事。趁正陽的爺爺病危之際，處心積慮想購得東華的經營權。並遭嫚妮威脅陷害Mars，經小葵勸導後決定洗心革面與她合作。 | 8-10,12-13 |
| 謝美伊 | 翁媽              | 50歲，翁美芳的母親，與丈夫皆為鄉下的自耕菜農。 | 9          |
| 陶傳正 | 阿璽師            | 54歲，五星級料理神廚，曾以和愛妻共同創造的美香料理而聞名。雖已退休，但經小葵說服後，仍復出擔任東華Mars飯店主廚。 | 12-13      |
| 陳慕義 | 許東昇 （阿東師） | 49歲，原Mars酒店主廚。雖受嫚妮的誘惑率領眾廚師集體罷工，但被小葵的誠意打動而重返工作崗位，並繼任為東華Mars飯店榮譽主廚。 | 13         |
| 連仲偉 | 吳建德 （阿德）   | 26歲，受僱於梁嫚妮的黑衣人。 後為了報復嫚妮的推卸罪責，而將她強行擄走。並因害怕而與正陽僵持時，不慎失足跌落山崖。最後仍遭警方逮捕，並供出了嫚妮的罪行。                                                                                            | 14,17-20   |
| 樓學賢 | 梁霸天            | 58歲，梁嫚妮與梁雷浩的父親，R.C集團的的董事長。 向正陽及其家人的舊識。憑藉著想要就絕不放棄的信念，縱橫商場幾十年；不但是東華股權最大的擁有者，還併購了上海的Mars。非常寵愛女兒嫚妮，總是答應其任性的要求。甚至為救寶貝女兒，最終賠上了自己的性命。 | 16-19      |
| 楊騏   | 吳伯伯            | 54歲，吳建德的父親。被正陽與雷浩屢次拜託勸阿德自首並出面作證，卻因明白兒子的孝心而袒護著他。 | 19-20      |

## 電視劇歌曲
| 曲別   | 歌名             | 演唱者         | 作詞   | 作曲    |        |        |
| 片頭曲 | 再說一次Yes I Do | 林佑威         | 張欣瑜 | 林從胤  |        |        |
| 片尾曲 | 放下，旅行       | 李玉璽         | 李玉璽 | 李玉璽  | 李玉璽 | 李玉璽 |
| 插曲   | Dance With Me    | 李玉璽         | 李玉璽 | 李玉璽  | 李玉璽 | 李玉璽 |
| 插曲   | 下一次擁抱       | 朱俐靜         | 何俊明 | 何俊明  |        |        |
| 插曲   | 我的小生活       | 朱俐靜         | 朱俐靜 | 朱俐靜  |        |        |
| 插曲   | 跑               | 朱俐靜         | 許常德 | Desiree |        |        |
| 插曲   | 念舊             | 林佑威         | 芮英   | 芮英    |        |        |
| 插曲   | 我們在同一個頻率 | 朱俐靜、陳彥允 | 陳彥允 | 陳彥允  |        |        |

## 收視率

### 台視週日首播收視率
| 播出日期       | 集數       | 平均收視 | 排名 | 幕後花絮《向日葵週記》平均收視 | 備註               |
| -------------- | ---------- | -------- | ---- | ------------------------------ | ------------------ |
| 2014年8月24日  | 01         | 1.29     | 1    | 0.60                           | 每週日晚上10點首播 |
| 2014年8月31日  | 02         | 1.22     | 1    | 0.58                           |                    |
| 2014年9月7日   | 03         | 1.25     | 1    | 0.70                           |                    |
| 2014年9月14日  | 04         | 1.43     | 1    | 0.60                           |                    |
| 2014年9月21日  | 05         | 1.37     | 1    | 0.63                           |                    |
| 2014年9月28日  | 06         | 1.23     | 1    | 0.44                           |                    |
| 2014年10月5日  | 07         | 1.17     | 1    | 0.49                           |                    |
| 2014年10月12日 | 08         | 1.25     | 1    |                                |                    |
| 2014年10月19日 | 09         | 1.09     | 1    | 0.47                           |                    |
| 2014年10月26日 | 10         | 0.98     | 1    | 0.60                           |                    |
| 2014年11月2日  | 11         | 1.32     | 1    |                                |                    |
| 2014年11月9日  | 12         | 1.13     | 1    | 0.64                           |                    |
| 2014年11月16日 | 13         | 1.32     | 1    | 0.60                           |                    |
| 2014年11月23日 | 14         | 1.39     | 1    |                                |                    |
| 2014年11月30日 | 15         | 1.24     | 1    | 0.70                           |                    |
| 2014年12月7日  | 16         | 1.48     | 1    | 0.81                           |                    |
| 2014年12月14日 | 17         | 1.34     | 1    |                                |                    |
| 2014年12月21日 | 18         | 1.31     | 1    |                                |                    |
| 2014年12月28日 | 19         | 1.34     | 1    |                                |                    |
| 2015年1月4日   | 20         | 1.61     | 1    |                                | 感動最終回         |
| 平均收視率     | 平均收視率 | 1.29     | 1    |                                |                    |

- 同時段節目：中視《勇敢說出我愛你》/《謊言遊戲》/《鋼鐵之心》、華視《後宮甄嬛傳》/《咱們結婚吧》、民視《你照亮我星球》/《咖啡王子1號店》

## 獎項
| 入圍2014華劇大賞獎項列表 | 入圍2014華劇大賞獎項列表                         | 入圍2014華劇大賞獎項列表 | 入圍2014華劇大賞獎項列表 |
| 獎項                     | 提名者                                           | 結果                     |                          |
| ------------------------ | ------------------------------------------------ | ------------------------ | ------------------------ |
| 最佳接吻獎               | 林佑威(本劇飾演：向正陽)、魏蔓(本劇飾演：舒芯葵) | 提名                     |                          |
| 最佳婆媽獎               | 楊麗音(本劇飾演：李桂雲)                         | 提名                     |                          |
| 微博兩岸三地人氣獎       | 林佑威                                           | 提名                     |                          |
| 最佳華流明星獎           | 林佑威                                           | 提名                     |                          |
| 最佳男演員獎             | 林佑威                                           | 提名                     |                          |
| 最佳女演員獎             | 魏蔓                                             | 提名                     |                          |
| 觀眾票選最受歡迎戲劇獎   | 《再說一次我願意》                               | 提名                     |                          |

## 製作團隊
- 監製：洪任中、陳碧真
- 製作人：梁漢輝、徐志怡
- 導演：楊佈新
- 編劇：張綺恩、李婕瑀
- 製作公司：三立電視、東映製作

## 標語
- 那些你帶不走，我放不下的，現在依然存在我們心裡，走過回憶我們終將在原點相遇。（片尾）

## 場景拍攝
- 陽明山天籟渡假酒店 
戲中稱本飯店為Mars酒店、東華Mars酒店

## 外部連結
- 官方网站－台視
- 官方网站－三立
- 再說一次我願意的Facebook專頁

## 作品的變遷
| 臺灣 臺灣電視台 每週日 22:00 - 23:30 | 臺灣 臺灣電視台 每週日 22:00 - 23:30             | 臺灣 臺灣電視台 每週日 22:00 - 23:30                                                       |
| --- | ------------------------------------------------ | ------------------------------------------------------------------------------------------ |
| | 再說一次我願意 （2014年8月24日－2015年1月4日）   |                                                                                            |
| 愛上兩個我 （2014年4月6日－2014年8月17日） | 聽見幸福 （2015年1月11日－2015年5月24日）        |                                                                                            |
| 臺灣 台視HD台 每週日 22:00 - 23:30 |                                                  |                                                                                            |
| 愛上兩個我 （2014年4月6日－2014年8月17日） | 再說一次我願意 （2014年8月24日－2014年12月28日） | —                                                                                          |
| 臺灣 三立都會台 每週六 22:00 - 23:30 |                                                  |                                                                                            |
| 愛上兩個我 （2014年4月12日－2014年8月23日） | 再說一次我願意 （2014年8月30日－2015年1月10日）  | 聽見幸福 （2015年1月17日－2015年5月30日）                                                  |
| 臺灣 東森戲劇台 每週日 20:30 - 22:00 |                                                  |                                                                                            |
| 愛上兩個我 （2014年4月13日－2014年8月24日） | 再說一次我願意 （2014年8月31日－2015年1月11日）  | 二分之一強                                                                                 |
| 马来西亚 Astro双星、Astro双星HD 每週五 22:00 - 24:00 |                                                  |                                                                                            |
| 小孩大人 （2014年11月14日） | 再說一次我願意 （2014年11月21日－2015年3月6日）  | 我们的音乐故事－五月天 （2015年3月13日） 莫非，這就是愛情 （2015年3月20日－2015年7月25日） |
| 新加坡 星和都會台 每週六 20:00 - 21:30 |                                                  |                                                                                            |
| 愛上兩個我 （2014年9月27日－2015年2月4日） | 再說一次我願意 （2015年2月14日－2015年6月27日）  | 他看她的第2眼 （2015年7月4日－2015年11月28日）                                             |
| 香港 TVB華語劇台 每週日 11:00 - 12:55、15:00 - 17:00、19:00 - 21:00及23:00 - 01:00 · 11月1日起 11:00 - 13:00、14:30 - 16:25、18:00 - 20:00及21:30 - 23:25 |                                                  |                                                                                            |
| 22K夢想高飛 （2015年4月5日－2015年8月2日） | 再說一次我願意 （2015年8月9日－2015年11月22日）  | 格子間女人（第29-30集） （2015年11月29日）                                                 |